# Sd.Kfz. 253
Il  leichter Gepanzerter Beobachtungskraftwagen (Sd.Kfz. 253) era un blindato semicingolato leggero da osservazione d'artiglieria utilizzato dalla Germania nazista durante la seconda guerra mondiale. Il mezzo era derivato dal Sd.Kfz. 250, rispetto al quale si differenziava per la struttura chiusa dello scafo. Il mezzo era dotato di apparati radio dedicati e di ottiche telescopiche ed era destinato ad accompagnare le unità di carri e fanteria meccanizzata. Fu prodotto da Demag e Wegmann in 285 esemplari tra 1940 e 1941. A partire dal giugno 1941 fu sostituito dal Sd.Kfz. 250/5, più economico da produrre, e dal luglio 1944 dal Sd.Kfz. 251/18.

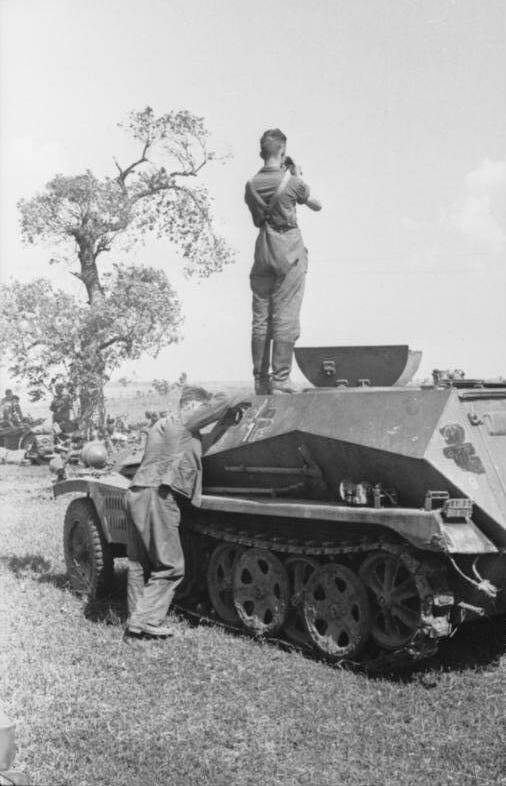